# كوتين

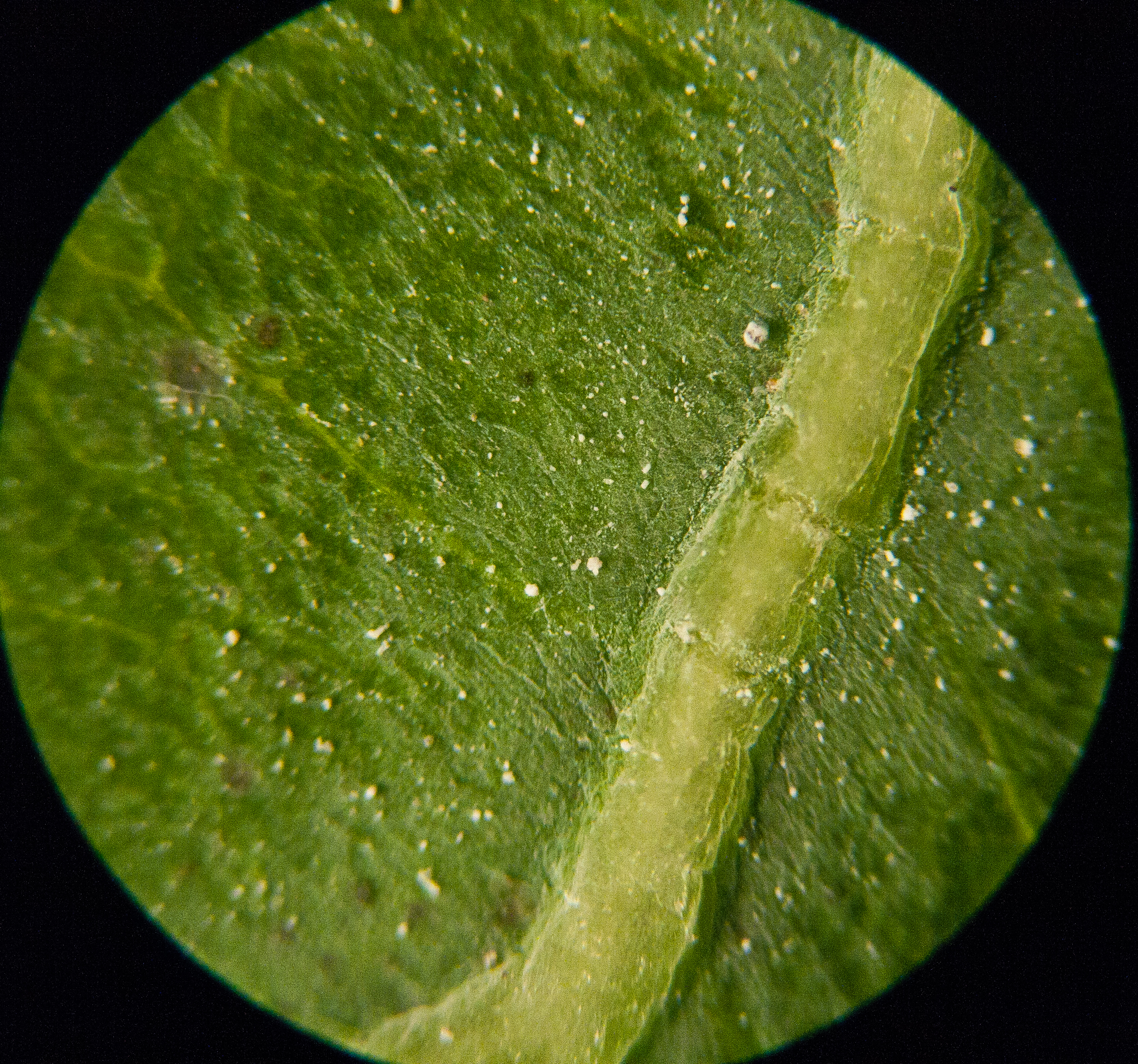

الكوتين (Cutin) هي مادة شمعية بوليميرية توجد كإحدى المكوّنات الأساسية في القشيرات النباتية plant cuticle، التي تغطي كافة مساحة النباتات. هناك مادة أخرى تسمى كوتان Cutan توجد بكثرة أيضاً في قشيرة النباتات، والتي تبرز بشكل أكبر من الكوتين في سجلات علم التاريخ الحفري Taphonomy.
يتألف الكوتين من أحماض أوميغا هيدروكسي ومشتقاتها، والتي تتداخل مع روابط إسترية مشكلة شبكة بوليميرية بوليسترية متوسطة الحجم، يوجد فيها سلسلتين متميزتين من المونميرات وهي C16 و C18. تكون السلسلة الأولى مولفة بشكل رئيسي من 16-هيدروكسي حمض البالمتيك (حمض النخيل)؛ أو 16,9-أو 16,10- ثنائي هيدروكسي حمض البالمتيك. أما سلسلة C18 فتتالأف بشكل رئيسي من 18-هيدروكسي حمض الأولييك (حمض الزيت)، أو 10,9-إيبوكسي-18-هيدروكسي حمض الستياريك (حمض الشمع)، أو 18,10,9-ثلاثي هيدروكسي الستيارات.

## اقرأ أيضاً
- مواد عضوية